# Jom‘eh Kārān
Jom‘eh Kārān (persiska: جامِه كاران, چومِه كاران, Jāmeh Kārān, جمعه کاران) är en ort i Iran.   Den ligger i provinsen Teheran, i den centrala delen av landet, 50 km sydost om huvudstaden Teheran. Jom‘eh Kārān ligger 986 meter över havet och antalet invånare är 102.
Terrängen runt Jom‘eh Kārān är platt, och sluttar söderut.Runt Jom‘eh Kārān är det tätbefolkat, med 297 invånare per kvadratkilometer. Närmaste större samhälle är Qarchak, 18,8 km väster om Jom‘eh Kārān. Trakten runt Jom‘eh Kārān består till största delen av jordbruksmark.